# Conchez-de-Béarn
Conchez-de-Béarn là một commune tỉnh Pyrénées-Atlantiques, thuộc vùng Nouvelle-Aquitaine, tây nam nước Pháp.